# Otočić Obljak (ö i Kroatien, Zadars län)
Otočić Obljak är en ö i Kroatien.   Den ligger i länet Zadars län, i den sydvästra delen av landet, 200 km sydväst om huvudstaden Zagreb.
Terrängen på Otočić Obljak är platt. Öns högsta punkt är 21 meter över havet.